# Michel Légère
Michel Légère, né le 10 août 1943 à Pictou, en Nouvelle-Écosse, est un avocat, fonctionnaire et homme politique québécois.
Il est maire de Hull de 1981 à 1991. 

## Biographie
Né est à Pictou, en Nouvelle-Écosse, Légère fait ses études secondaires au Québec et obtient une licence en droit à l'Université d'Ottawa et est admis au Barreau du Québec en 1970. Il épouse Monique Lacerte avec laquelle il a deux enfants. Il sert dans plusieurs ministères fédéraux, dont Environnement Canada, le Bureau du Conseil privé et Transports Canada . De 1978 à 1981, il pratique le droit.  En 1979 et de nouveau en 1980, il est un candidat sans succès du Nouveau Parti démocratique dans la circonscription fédérale de Hull, perdant à chaque fois contre le libéral Gaston Isabelle.  Il est professeur à l'Université d'Ottawa de 1992 à 1993.
Il se présente sans succès pour le Parti québécois dans la circonscription provinciale de Hull en 1994, perdant face au libéral Robert LeSage. Légère est crédité d'avoir inspiré le développement du réseau cyclable de la Route verte au Québec et est par la suite président de Vélo Québec. Il est président du bureau de l'ombudsman de Gatineau pendant cinq ans. Légère est nommé à l'Ordre de Gatineau en 2012. 

## Missinaibi

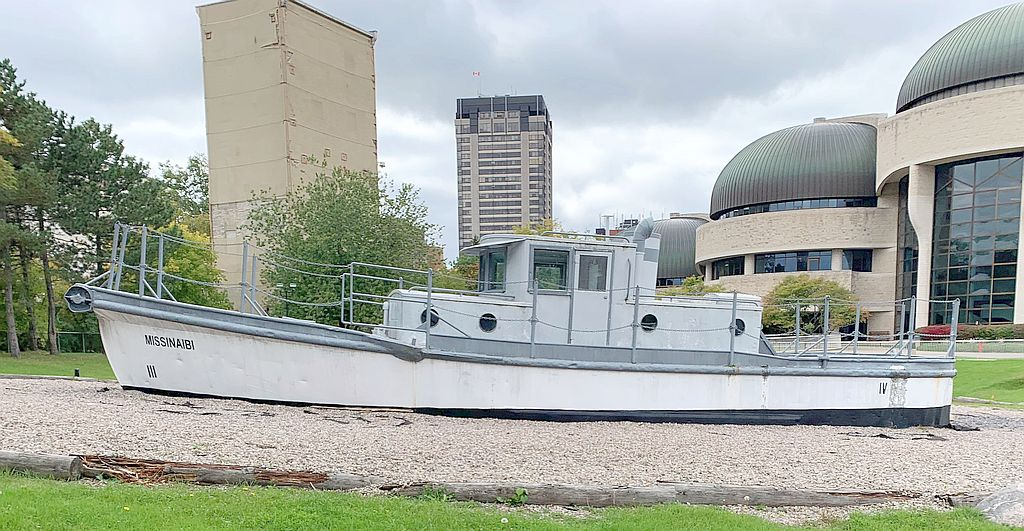
Le Missinaibi, remorqueur pour la drave, qui figurait sur l'ancien billet d'un dollar canadien.

À la suggestion de Michel Légère, la ville de Hull achète le bateau Missinaibi le 5 juillet 1984 de la Canadian International Paper Ltd. (CIP) pour 1 $. Le Missinaibi, signifiant "images sur l’eau" était un remorqueur pour la drave, une industrie importante pour la région autrefois, qui figurait sur l'ancien billet de un dollar canadien, et est maintenant exposé au Musée canadien de l'histoire (autrefois Musée des civilisations) depuis 1996.